# Flaxlanden
 Flaxlanden  (en alsacià Flàxlànde) és un municipi francès, situat a la regió del Gran Est, al departament de l'Alt Rin. L'any 2006 tenia 1.448 habitants.

## Demografia
| 1962 | 1968 | 1975  | 1982  | 1990  | 1999  |
| ---- | ---- | ----- | ----- | ----- | ----- |
| 570  | 804  | 1.084 | 1.144 | 1.101 | 1.254 |

## Administració
| Període   | Identitat     | Partit |
| --------- | ------------- | ------ |
| 1995-2008 | Bernard Ritty |        |
| 20081-    | Claude Frey   | PS     |